# 1566
- Wikisource

| Calendário gregoriano                                                        | 1566 MDLXVI                                          |
| Ab urbe condita                                                              | 2319                                                 |
| Calendário arménio                                                           | 1015 – 1016                                          |
| Calendário bahá'í                                                            | -278 – -277                                          |
| Calendário budista                                                           | 2110                                                 |
| Calendário chinês                                                            | 4262 – 4263 Início a 20 de janeiro (aproximadamente) |
| Calendário copta                                                             | 1282 – 1283                                          |
| Calendário etíope                                                            | 1558 – 1559                                          |
| Calendários hindus - Vikram Samvat - Calendário nacional indiano - Cáli Iuga | 1621 – 1622 1487 – 1488 4666 – 4667                  |
| Calendário Holoceno                                                          | 11566                                                |
| Calendário islâmico                                                          | 974 – 975                                            |
| Calendário judaico                                                           | 5326 – 5327                                          |
| Calendário persa                                                             | 944 – 945                                            |
| Calendário rúnico                                                            | 1816                                                 |
| Calendário solar tailandês                                                   | 2109                                                 |

1566 (MDLXVI, na numeração romana) foi um ano comum do século XVI do Calendário Juliano, da Era de Cristo, e a sua letra dominical foi F (52 semanas), teve início a uma terça-feira e terminou também a uma terça-feira.
| Ano completo                       |
| ---------------------------------- |
| Ano comum com início à terça-feira |

## Eventos
- 19 de Junho - Nomeação do Dr. Gaspar Frutuoso no cargo de pregador da Igreja de Nossa Senhora da Estrela, ilha de São Miguel, Açores.
- 21 de Setembro - Padre José de Anchieta, ao visitar o extremo norte da então Capitania do Espírito Santo, dá nome à segunda cidade mais antiga do estado: São Mateus.
- 4 de Dezembro - Confirmação de Nuno Álvares Pereira no cargo de bispo de Angra, ilha Terceira, Açores.
- Beeldenstorm - Revolta iconoclasta calvinista na Holanda.

## Nascimentos
- 2 de Abril - Santa Maria Madalena de Pazzi, carmelita e santa católica italiana (m. 1607).

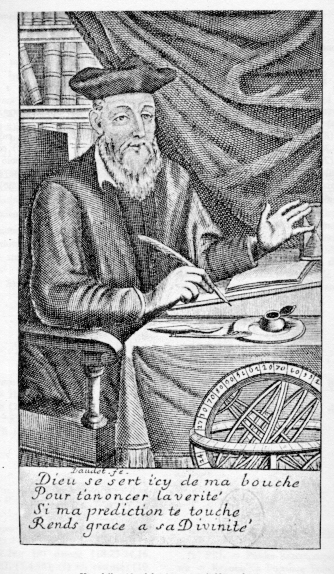
Michel de Nostredame, farmacêutico, médico e astrónomo, conhecido pelas suas profecias como Nostradamus.

## Mortes
- 15 de Fevereiro - Louise Labé, poeta francesa (n. 1526?).
- 2 de Julho - Nostradamus, astrólogo e matemático.
- 10 de Agosto - Johannes Artopoeus, foi humanista e jurista alemão.

## Por tema
- 1566 no Brasil